# SN 1998dz
SN 1998dz – supernowa typu Ia odkryta 3 września 1998 roku w galaktyce A032058-4105. W momencie odkrycia miała maksymalną jasność 18,50m.